# Sacer
Sacer (femenino sacra) es un término latino que, en la religión de la Antigua Roma, significa restringido, sagrado o dedicado a una divinidad. Proviene del protoindoeuropeo sak, "santificar" o "hacer un tratado". Se correlacionaría con el griego hagios o el hebreo qadosh.
Los romanos daban al término un doble sentido, no sólo lo que estaba consagrado a las divinidades y por tanto, digno de respeto, sino también lo maldito, execrable, lo que ha sido víctima de alguna divinidad.
Así, sacer describe a una cosa o persona ofrecida a las divinidades y, por tanto, consagrada a ellas. Los seres humanos no tenían demandas legales o morales sobre algo sacer, que podía tener muchas matizaciones. Varrón lo asocia a la "perfección".  A través de esta asociación con la pureza ritual, sacer podía significar "sagrado, intocable, inviolable".
Todo lo que no era sacer, era profanum: literalmente, "delante (o fuera) del santuario", lo que no está dentro del recinto sagrado, o sea, lo que no le pertenece o las divinidades. Una cosa o persona podía hacerse sacer (consagrada) o podía revertirse de sacer a profanum (desacralizada), sólo a través de ritos legales (resecratio) realizados por un pontífice, en nombre del Estado. Parte del voto del ver sacrum sacrificial del 217 a. C. estipulaba que los animales dedicados como sacer volverían a la condición de profanum si morían por causas naturales o eran robados antes de la fecha de su sacrificio. Condiciones similares se producían en los sacrificios de la Roma arcaica. Cualquier cosa que ya poseyeran los dioses o estuviera marcada por ellos como propiedad divina era distinguida como religiosus, y por tanto, no se les podría ofrecer o hacerlas sacer.
Las personas juzgadas sacer bajo la ley romana estaban más allá de las sentencias y protecciones de los juicios civiles, y sus vidas, familias y propiedades eran confiscados para las divinidades. Una persona podía ser declarada sacer si dañaba o perjudicaba a un tribuno de la plebe, no podía atestiguar algo legalmente, no cumplía sus obligaciones con sus clientes o ilícitamente, movía los mojones de los campos. Ejecutar a un homo sacer no era una tarea religiosa (fas), podía ser matado con impunidad.
Los dies sacri ("días sagrados") eran nefasti, lo que significaba que los asuntos humanos ordinarios permitidos en los dies profani (o fasti) estaban prohibidos.
Sacer fue un principio fundamental en las religiones romanas e itálicas. En idioma osco, las formas conexas son sakoro ("sagrado") y sakrim ("víctima sacrifical"). El osco sakaraklum es cognado con el latín sacellum, un pequeño santuario y el también osco sakarater lo es con sacratur, consecrare ("consagrado"). El sacerdos es "el que realiza una acción sagrada" o "hace a una cosa sagrada", es decir, un sacerdote.